# Draba micropetala
Draba micropetala — вид трав'янистих рослин родини капустяні (Brassicaceae), який має циркумарктичне поширення у Північній Америці та Азії й архіпелазі Шпіцберген. Етимологія:  μικρός — «малий», лат. petalum — «пелюстка». Вид легко розпізнається за густими розетками з листям коротким, широким, закруглено тупим, в основному вкритім дуже грубими волосками; за пелюстками дуже маленькими й брудного блідо-жовтого забарвлення; й плодами довгастими, сірувато-зеленими й волохатими.

## Таксономічні примітки
Draba micropetala і D. pauciflora мають кілька спільних рис: пелюстки дуже малі, вузькі, блідо-жовті або червонувато-жовтого кольору; плоди волохаті; розетки з широким листям з округленням до вершини, листові волоски незвично грубі. Draba micropetala і D. pauciflora послідовно відрізняються кількома ознаками: у D. micropetala листя з переважанням хрестоподібних волосків (особливо на вершині), листові вершини закруглені, плоди овально-довгасті, борозенчаті й сірувато-зелені; у D. pauciflora листя з переважанням простих і розгалужених волосків, листові верхівки тупі, оберненояйцеподібні й грушоподібні, рідко запушені й оливково-зелені.

## Опис
Це багаторічні поодинокі трав'янисті рослини. Базальний каудекс рідко вкритий залишками листя, поодиночний або розгалужений, утворюючи задиночні або кілька розеток, формуючи невеликі купини. Кожна розетка потенційно з одним квітковим стеблом без листя. Квіткові стебла прямостійні, дуже короткі на початку цвітіння, до 3 см, але подовжуючись під час і після цвітіння до 7–14 см у тундрі, але залишаються чахлими в полярній пустелі, помірно запушені. Листки чергові, до 10 × 5 мм (рідко більше), цільні, оберненояйцевиді або довгасті, вершини закруглені, сірувато-зелені, серединні жилки не опуклі. Верхня поверхня листа помірно запушена, грубими волосками; нижня поверхня листя теж запушена; краї листків з міцними простими волосками до 1.5 мм.
Суцвіття — китиці з 2–7(10) квітами, короткі спочатку й сильно подовжуються в плодовій стадії (в зонах тундри, коротші ніж у полярній пустелі). Квітконіжки ≈ 2–5 мм, з волосками. Квіти радіально симетричні з 4 вільними чашолистками й пелюстками. Чашолистки до 1.8 × 1.0 мм, еліптичні, довгасті або яйцеподібні, сірувато-зелені, часто з відтінком червоного або фіолетового кольору і з виразними білими краями. Пелюстки дуже маленькі й вузькі, блідо-жовті, 1.5–2.0 x 0.5–0.7 мм. Плоди — стручки до 8 × 3.5 мм, довгасті, закруглені у напрямку як основи, так і вершини, сірувато-зелені, рідко або густо запушені. Насіння 6–9 в кожній комірці, до 1.0 × 0.9 мм, середнього коричневого забарвлення. 2n = 38 (6x).

## Відтворення
Статеве розмноження насінням; немає вегетативного розмноження. Квіти не пристосовані до запилення комахами; ймовірно, майже виключно самозапильні. Немає спеціального пристосування до поширення насіння.

## Поширення
Північна Америка (Ґренландія, Північна Канада, Аляска — США), Євразія (Норвегія — Шпіцберген, північно-східна Росія).
Населяє відкритий ґрунт або пустища, луки, тундру, щебенисті ґрунти, уникає дуже вологих ділянок, субстрати з реакцією від дуже кислої до основної. 